# 圭亞那溪脂鯉
圭亞那溪脂鯉，為輻鰭魚綱脂鯉目脂鯉亞目頂器脂鯉科的其一種，分布於南美洲埃塞奎博河及馬羅尼河流域，體長可達3.4公分，棲息在底中層水域，生活習性不明。